# Igor Sokolov
Igor Sokolov (n. 2 ianuarie 1958, Ufa, RSFS Rusă, URSS) este un trăgător de tir ce a reprezentat Rusia, medaliat olimpic. A participat la o ediție a Jocurilor Olimpice (1980) în care a câștigat o medalie de aur.

## Participări
Lista de mai jos prezintă principalele competiții la care a participat Igor Sokolov de-a lungul carierei.
- shooting at the 1980 Summer Olympics – mixed 50 metre running target[*]